# تريس كوفين
تريس كوفين (بالإنجليزية: Tris Coffin)‏ مواليد 13 أغسطس 1909 في ماموث، يوتا، الولايات المتحدة - الوفاة 26 مارس 1990 في سانتا مونيكا، مقاطعة لوس أنجلوس، الولايات المتحدة، هو ممثل أمريكي بدأ مسيرته الفنية سنة 1939. من أعماله الحارس الوحيد. امتدت مسيرته الفنية لأكثر من 38 عاما.

## روابط خارجية
- تريس كوفين على موقع IMDb (الإنجليزية)
- تريس كوفين على موقع أول موفي (الإنجليزية)
- تريس كوفين على موقع قاعدة بيانات الفيلم (الإنجليزية)